# مصطفى زغبة
خطأ لوا في mw.text.lua على السطر 25: bad argument #1 to 'match' (string expected, got nil).
مصطفى زغبة  (21 نوفمبر 1990- )، لاعب كرة قدم جزائري يلعب كحارس مرمى.
لعب سابقاً في وفاق المسيلة ومولودية العلمة وأمل بوسعادة واتحاد الحراش ووفاق سطيف ونادي الوحدة السعودي ونادي ضمك.

## روابط خارجية
مصطفى زغبة على موقع قاعدة بيانات كرة القدم.إي يو (الإنجليزية)
- مصطفى زغبة على موقع ناشيونال فوتبول تيمز (الإنجليزية)
- مصطفى زغبة على موقع Soccerway.com (الإنجليزية)